# Kong Rong (Cameroun)
Ne doit pas être confondu avec Kong Rong.
Kong Rong (ou Kongrong, Kongron) est un village de la région du Nord au Cameroun. Situé dans la commune de Rey-Bouba dans le département du Mayo-Rey, à proximité de la frontière avec le Tchad, il fait partie du lamidat de Rey-Bouba.

## Population
Lors du recensement de 2005, le village comptait 2 661 habitants
C'est l'une des rares localités où l'on parle le mono, une langue adamawa-oubanguienne en voie de disparition.